# 아드리아나 에스테베스
아드리아나 에스테베스(Adriana Esteves, 1969년 12월 15일 ~ )는 브라질의 배우이다. 국제 에미상 여자연기자상 2회(2011, 17) 후보자이다.

## 출연 작품
- 마리겔라 (2019)
- 러블링 (2018)